# Suksan Kaewpanya
Suksan Kaewpanya (thailändisch สุขสันต์ แก้วปัญญา, * 12. Juni 2001) ist ein thailändischer Fußballspieler.

## Karriere
Suksan Kaewpanya erlernte das Fußballspielen in der Jugend vom North Vachiralai Chiangmai United. Im September 2021 unterschrieb er einen Vertrag beim Chiangmai United FC unter Vertrag. Der Verein aus Chiangmai, einer Stadt in der gleichnamigen Provinz Chiangmai, spielte in der ersten thailändischen Liga. Sein erstes Pflichtspiel absolvierte er am 9. Februar 2022 im Achtelfinale des Thai League Cup gegen den Erstligisten Chiangrai United. Hier wurde er in der 73. Minute für Kabfah Boonmatoon eingewechselt. Chiangrai gewann das Spiel 3:0 und zog damit ins Viertelfinale ein. Sein Erstligadebüt gab Suksan Kaewpanya am 4. Mai 2022 (30. Spieltag) im Auswärtsspiel gegen Bangkok United. In der 72. Minute wurde er aus taktischen Gründen für Kittipat Wongsombat eingewechselt. Bangkok gewann das Spiel 4:2. Am Ende der Saison musste er mit Chiangmai als Tabellenletzter den Weg in die Zweitklassigkeit antreten. Am 22. Dezember 2023 wechselte er bis Saisonende 2023/24 auf Leihbasis zum Drittligisten Rongsee Maechaithanachotiwat Phayao FC. Mit dem Verein aus Phayao spielte er fünfmal in der Northern Region der Liga. Nach der Ausleihe kehrte er im Sommer 2024 nach Chiangmai zurück. Hier wurde sein Vertrag jedoch nicht verlängert. Im August 2024 nahm ihn der Drittligist Khelang United FC unter Vertrag. Mit dem Verein aus Lampang spielt er in der Northern Region der Liga.